# Seznam dílů seriálu Za svitu měsíce
Toto je seznam dílů seriálu Za svitu měsíce.

## Přehled řad
| Řada | Díly | Premiéra v USA | Premiéra v USA  | Premiéra v ČR | Premiéra v ČR |
| Řada | Díly | První díl      | Poslední díl    | První díl     | Poslední díl  |
| ---- | ---- | -------------- | --------------- | ------------- | ------------- |
| 1    | 16   | 28. září 2007  | 16. května 2008 |               |               |

## Seznam dílů

### První řada (2007–2008)
| Č. v seriálu | Původní název             | Český název | Režie               | Scénář                             | Premiéra v USA     | Premiéra v ČR |
| ------------ | ------------------------- | ----------- | ------------------- | ---------------------------------- | ------------------ | ------------- |
| 1            | No Such Thing as Vampires |             | Rod Holcomb         | Ron Koslow a Trevor Munson         | 28. září 2007      |               |
| 2            | Out of the Past           |             | Fred Toye           | David Greenwalt                    | 5. října 2007      |               |
| 3            | Dr. Feelgood              |             | Scott Lautanen      | Gabrielle Stanton a Harry Werksman | 12. října 2007     |               |
| 4            | Fever                     |             | Fred Toye           | Jill Blotevogel                    | 19. října 2007     |               |
| 5            | Arrested Development      |             | Michael Fields      | Chip Johannessen                   | 26. října 2007     |               |
| 6            | B.C.                      |             | Paul Holahan        | Erin Maher a Kathryn Reindl        | 2. listopadu 2007  |               |
| 7            | The Ringer                |             | Chris Fisher        | Josh Pate                          | 9. listopadu 2007  |               |
| 8            | 12:04 AM                  |             | Dennis Smith        | Jill Blotevogel                    | 16. listopadu 2007 |               |
| 9            | Fleur de Lis              |             | James Whitmore, Jr. | Gabrielle Stanton a Harry Werksman | 23. listopadu 2007 |               |
| 10           | Sleeping Beauty           |             | John Kretchmer      | Ron Koslow a Trevor Munson         | 14. prosince 2007  |               |
| 11           | Love Lasts Forever        |             | Paul Holahan        | Josh Pate                          | 11. ledna 2008     |               |
| 12           | The Mortal Cure           |             | Eric Laneuville     | Chip Johannessen                   | 18. ledna 2008     |               |
| 13           | Fated To Pretend          |             | David Barrett       | Gabrielle Stanton a Harry Werksman | 25. dubna 2008     |               |
| 14           | Click                     |             | Scott Lautanen      | Erin Maher a Kathryn Reindl        | 2. května 2008     |               |
| 15           | What's Left Behind        |             | Chris Fisher        | Jill Blotevogel                    | 9. května 2008     |               |
| 16           | Sonata                    |             | Fred Toye           | Ethan Erwin                        | 16. května 2008    |               |